# Татака
Татака, также — Тхадака, Тадака (IAST: Tatakā) — женщина-демоница, персонаж древнеиндийского эпоса «Рамаяны».
Её отец Сукету был царём-якшей, прошедшим через суровую аскезу с целью обретения потомства. Сукету хотел сына, но по благословению Брахмы обрёл красивую дочь Татаку, которая вышла замуж за Сунду и родила от него двоих сыновей — Маричу и Субаху. Когда Сунда был убит в результате проклятия Агастьи, Татака вместе со своими сыновьями напала на мудреца. В отместку, Агастья проклял их стать ракшасами. Татака превратилась в уродливого мужчину-людоеда, который силой не уступал Индре и обладал длинными руками, чудовищным ртом и гигантским телом. Татака поселилась в лесу, расположенном на месте впадения реки Сараю в Гангу, и приводила в ужас местное население, поедая забредших в лес путников.
Когда Рама и Лакшмана в сопровождении мудреца Вишвамитры проходили через лес Татаки, мудрец попросил Раму убить монстра. Рама не хотел убивать женщину, и, решив лишить её возможности чинить зло, отрубил ей обе руки. Лакшмана, в свою очередь, отрезал ей нос и уши. Татака, однако, воспользовавшись своими мистическими способностями, усыпала Раму и Лакшмана дождём из камней. После этого, по настоянию Вишвамитры, Рама застрелил демоницу из лука.